# Balanophora yakushimensis
Balanophora yakushimensis là một loài thực vật có hoa trong họ Balanophoraceae. Loài này được Hatus. & Masam. mô tả khoa học đầu tiên năm 1971.